# Suimanga de collar vermell
El suimanga de collar vermell (Anthreptes rubritorques) és un ocell de la família dels nectarínids (Nectariniidae).

## Hàbitat i distribució
Viu als clars del bosc i vegetació secundària de les muntanyes del nord-est de Tanzània als monts Nguru i Uluguru.